# Rubus loosii
Rubus loosii är en rosväxtart som beskrevs av Heinrich E. Weber. Rubus loosii ingår i släktet rubusar, och familjen rosväxter. Inga underarter finns listade i Catalogue of Life.